# Johann Baptist Birck
Johann Baptist Birck (* 17. April 1804 in Trier; † 24. April 1869 in Köln) war ein preußischer Verwaltungsbeamter und kommissarischer Regierungspräsident des Regierungsbezirks Trier sowie des Regierungsbezirks Köln.:105 Anm. 68

## Leben
Der Katholik Johann Baptist Birck war ein Sohn des späteren Präsidenten am Landgericht Trier, Johann Damian Ernst Joseph Birck und dessen Ehefrau Gertrud Birck, geborene Runten. Nach dem Studium der Rechtswissenschaften trat Johann Baptist den preußischen Justizdienst ein. Dort wirkte er als Gerichtsassessor und später Prokurator bei den Landgerichten in Trier, Düsseldorf und Köln, bevor er im Jahr 1835 als Justiziar und Regierungsrat an die Königlich Preußische Regierung in Köln wechselte. Als Justitiar war er am 20. November 1837 an der Verhaftung des Kölner Erzbischofs Clemens August Droste zu Vischering beteiligt.:98
Im Jahr 1843 wurde Birck dann unter Ernennung zum Oberregierungsrat an die Königliche Preußische Regierung in Trier versetzt. Als deren Präsident, Rudolf von Auerswald im März 1848 nach Berlin berufen wurde und kurz darauf die Leitung des Oberpräsidiums der Provinz Ostpreußen antrat, übernahm Birck bis zum April 1849 vertretungsweise die Verwaltung des Regierungsbezirks Trier. Nach dem Dienstantritt des neuen Trierer Regierungspräsidenten Wilhelm Sebaldt am 28. April 1849 (Bestallung: 7. April 1849):742 kehrte Birck nach Köln zurück. Dort leitete er bis zu seinem Tod die Abteilung I und war zugleich stellvertretender Regierungspräsident.:98 f. Mit der Einsetzung des amtierenden Regierungspräsidenten Eduard von Moeller als Zivilverwalter des Kurfürstentums Hessen am 21. Juni 1866, leitete Johann Baptist Birck die Königliche Preußische Regierung in Köln bis zum April 1867 interimistisch.:306 In Köln bekleidete er zudem zahlreiche Nebenämter, für die er jährlich eine Nebenvergütung von 1100 Reichstalern bezog, was dem Jahresgehalt eines Regierungsrates entsprach. So war Birck Verwaltungsratsvorsitzender des Kölner Gymnasial- und Stiftungsfonds, Vorsitzender der Verwaltungskommissionen der Provinzial-Hebammen-Lehranstalt in Köln und der Arbeitsanstalt in Brauweiler sowie Staatskommissar des A. Schaaffhausen’schen Bankvereins, der Concordia Versicherungs-Gesellschaft auf Gegenseitigkeit und – nach längerer Zurückhaltung seitens der Ministerien – auch der Kölner Privatbank.:99

### Familie
Johann Baptist Birck war seit dem 15. Oktober 1834 in Koblenz mit Josephina Elisabeth Birck, geborene Meurers, verheiratet (gestorben zwischen 1881 und 1903 in Moselweiss). Nach dem am 4. April 1836 als erstes in Köln geborenes Kind der Eheleute Birck–Meurers, Josephina Antonia Maria Birck geboren wurde, folgten weitere, darunter 1838 der Sohn Ernst, 1868–1876 Landrat des Kreises Bergheim (Erft) und 1841 der spätere Religionslehrer und promovierte Kanonikus Professor Maximilian Bernhard August Birck (geboren 6. Februar 1840 in Köln, 1869 in Mülheim am Rhein wohnhaft; gestorben am 25. November 1903 in Aachen).
Ehrungen
- 1867 Roter Adlerorden II. Klasse mit Eichenlaub[4]:99